# Bilbao Football Club
El Bilbao Football Club va ser un equip espanyol de futbol de la vila de Bilbao (Biscaia), que va existir durant els anys 1900 i 1903.
El futbol va arribar a Biscaia a finals del Segle XIX, de la mà de comerciants anglesos que arribaven en vaixell a Bilbao. Durant l'última dècada del segle la febre de el futbol es va instaurar a Biscaia, i no trigaria molt a fundar-se el primer club, l'Athletic. Dos anys més tard, a finals de 1900, José Luis Villabaso i un altre grup de persones van fundar el Bilbao Football Club, al barri biscaí d'Algorta (Getxo). No trigaria a sorgir rivalitat entre els dos equips bilbaïns, que feien torns per jugar al improvisat camp de Lamiako alhora que compartien despeses d'arrendament. Una particularitat del Bilbao, era que al contrari de l'Athletic, la majoria dels seus jugadors eren britànics. En canvi, l'equip atlètic només comptava amb un estranger a les seves files (de nacionalitat britànica).
El Bilbao FC no va arribar a disputar mai cap competició oficial, però tant l'Athletic com el Bilbao es van unir sota el nom de Club Bizcaya per participar en la primera competició de futbol a Espanya; la Copa de la Coronació, celebrada el més de maig de 1902. El Biscaia va conquistar el trofeu. A finals de 1902 el club passà una crisi institucional i a començaments de 1903, el president del club Carlos Castellanos, donaria el vistiplau a la dissolució de l'entitat. El 24 de març de 1903, el Bilbao FC va ser oficialment absorbit pel l'Athletic Club.

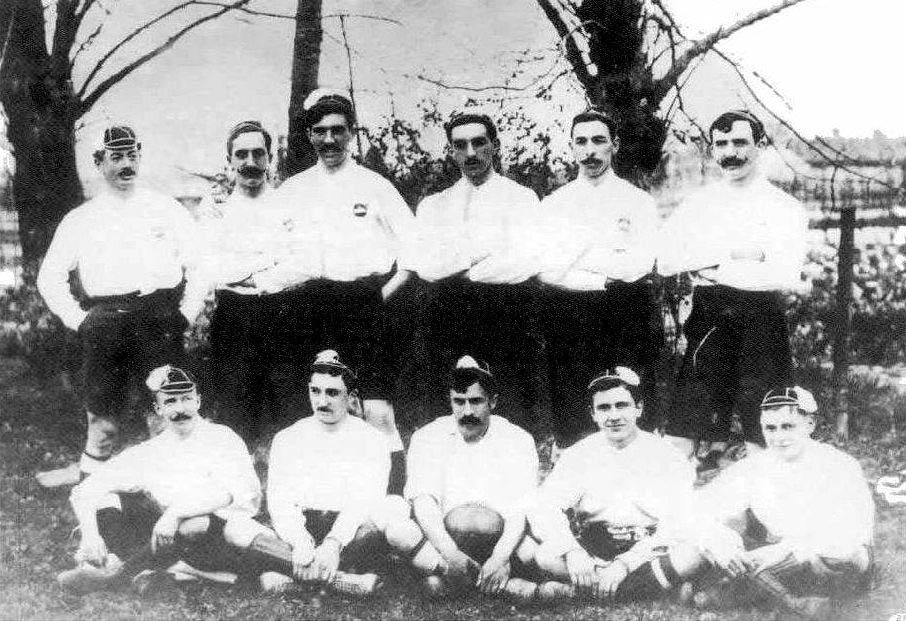
Club Bizcaya, format per jugadors de Bilbao FC i Athletic Club.